# Bogučar

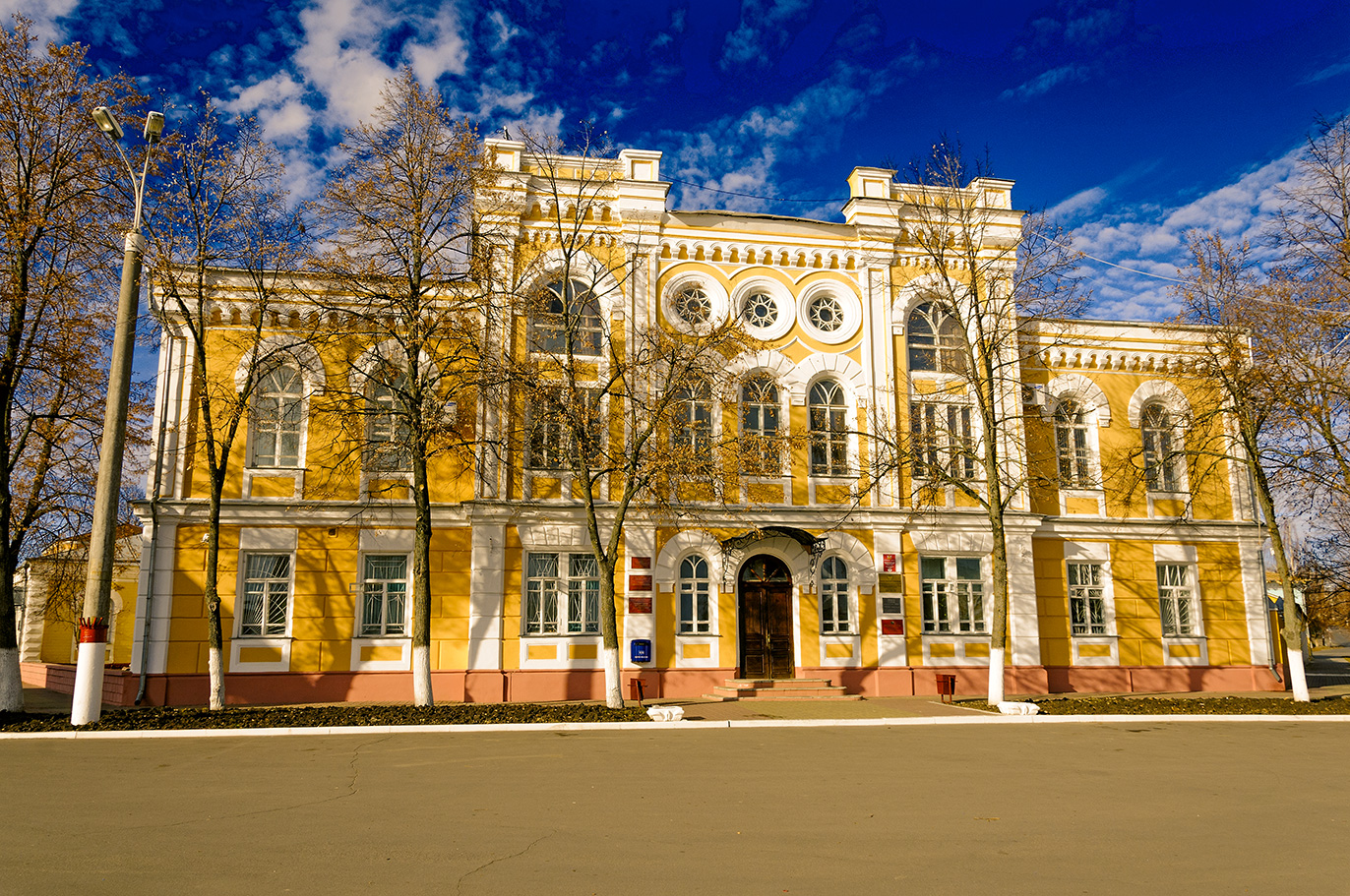

Bogučar (anche traslitterata come Boguchar) è una cittadina della Russia europea sudoccidentale, situata nell'Oblast' di Voronež, 343 km a sud del capoluogo sul fiume Bogučar; è capoluogo del distretto omonimo.
Fondata nel 1704; ottenne lo status di città nel 1779.

## Società

### Evoluzione demografica
Fonte: mojgorod.ru
- 1897: 6.900
- 1939: 4.300
- 1959: 3.400
- 1989: 8.500
- 2002: 13.756
- 2006: 13.500